# Горбачевская, Наталья Фёдоровна
Наталья Фёдоровна Горбачевская (16 декабря 1924, Ворошиловград, УССР, СССР — 10 июня 1989, Ленинград, СССР) — советский библиограф
, краевед и методист. Участница Великой Отечественной войны.

## Биография
Родилась 16 декабря 1924 года в Ворошиловграде в семье служащих. По другим данным — в городе Ленинград.
В 1942 году окончила среднюю школу.
С 1941 по 1942 год, находясь на оккупируемой территории, помогала партизанам. Во время выхода из оккупируемой территории попала в плен, была похищена и перевезена в Германию (Зорау), где работала на фабрике Фокке-Вульф. Была освобождена РККА, работала вольнонаёмной в одной из воинских частей. В 1945 году вернулась в Ворошиловград, а два года спустя переехала в Ленинград, где в 1948 году поступила в ЛГБИ имени Н. К. Крупской, которая она окончила в 1952 году, в том же году поступила на аспирантуру там же, которую она окончила в 1962 году. В 1953 году устроилась в ГПБ и проработала там вплоть до 30 апреля 1980 года, после чего ушла на пенсию, но оставаясь до 1988 года консультантом РНБ. С 1958 по 1965 год подготовила текущий указатель литературы по краеведению.
Скончалась 10 июня 1989 года в Ленинграде.

## Научные работы
Основные научные работы посвящены краеведению. Автор ряда научных работ и методических пособий.

### Сочинения
- Развитие каталогизации в СССР // Библиотечное дело в СССР. М., 1957 (в соавт. с Е. А. Новиковой);
- Задачи центральных библиотек в области краеведческой библиографии // СБф. 1959. № 4;
- Вопросы теории и методики краеведческой библиографии в печати (1945—1963 гг.) // Тр. / ГПБ. 1964. № 12 (15);
- Краеведческая библиографическая работа // Библиографическая работа областной библиотеки: практ. пособие. М., 1967. Гл. 3;
- Краеведческая работа центральных городских библиотек // Организация работы центральных городских библиотек. Л., 1967;
- О некоторых насущных проблемах библиотечного краеведения // СБф. 1967. № 5 (в соавт. с М. А. Брискманом, А. В. Мамонтовым, Г. А. Озеровой, В. А. Николаевым);
- Работа областных библиотек с краеведческой литературой // Обзор деятельности областных библиотек РСФСР за 1965 год. Л., 1967; Работа массовых библиотек с краеведческой литературой // Обзор деятельности массовых библиотек РСФСР за 1966—1967 годы. Л., 1968;
- Система краеведческих и библиографических пособий и перспектива её развития // СтББ. 1968. Вып. 25 (46); Текущая краеведческая библиография // Сб. материалов в помощь разраб. проблемы «Б-ка и науч. информ.». Л., 1968. Вып. 6;
- Пропаганда краеведческой литературы в отделах обслуживания областных библиотек // СтББ. Л., 1969. Вып. 29; Некоторые проблемы пропаганды исторической литературы краеведческого содержания // Там же; Общие рекомендательные краеведческие библиографии (1966—1969 гг.) // Там же; О состоянии и задачах краеведческой рекомендательной библиографии // Методические центры страны в помощь библиотекам. М., 1970. Ч. 1; Краеведческая рекомендательная библиография в помощь идейно-воспитательной работе // СтББ. Л., 1971. Вып. 31;
- Краеведческие библиографические пособия в помощь развитию местных производительных сил // XXIV съезд Коммунистической партии Советского Союза и задачи библиотек. М., 1971;
- Методика работы массовых библиотек с краеведческой литературой // СтББ. 1973. Вып. 36; Вопросы теории и методики краеведческой библиографии в печати, 1964—1973 гг. // Актуальные вопросы работы областных библиотек. Л., 1974; Межзональное совещание по библиотечному краеведению // СБв. 1975. № 2 (в соавт. с Г. М. Зельдиной);
- Работа массовых библиотек с краеведческой литературой: сб. материалов. Л., 1975;
- Библиотечное краеведение в свете решений ХХV съезда КПСС // Библиотечное краеведение в свете актуальных задач коммунистического строительства. Л., 1977;
- Работа массовых библиотек с краеведческой литературой: метод. пособие. М., 1978; Библиотеки Урала, Сибири и Дальнего Востока о работе с краеведческой литературой // СБв. 1980. № 1;
- Библиотечное краеведение в системе организационно-методического руководства библиотеками РСФСР // Там же. № 5; Проблемы библиотечного краеведения в системе организационно-методического руководства библиотеками РСФСР // Краеведческая деятельность библиотек в помощь коммунистическому воспитанию трудящихся. Л., 1981.

### Составитель
- Библиография краеведческой библиографии РСФСР: аннот. указ. Ч. 2. Библиография географических и экономических районов, краев, областей и автономных республик РСФСР. Вып. 3. Волго-Вятский район. Л., 1964;
- То же. Вып. 4. Центрально-Чернозёмный район. 1965; СтББ. 1973. Вып. 37;
- Основные направления развития библиографии в РСФСР в 11-й пятилетке. Л., 1979 (совм. с Г. М. Вольберг, З. Д. Титовой, Л. М. Федюшиной, И. И. Фроловой).

### Редактор
- Захарова Е. С. Туризм: рекоменд. список лит. Л., 1957;
- Орлова А. К. Курорты СССР: рекоменд. список лит. Л., 1958; Организация, методика и содержание краеведческой работы: аннот. указ. новой лит. / сост. Г. М. Вольберг. Л., 1970-72, 1974-79. Вып. 1, 2, 4-18.

## Награды
Орден Отечественной войны II степени (1985), Номер награды
3255212